# Christian Friedrich Freyer

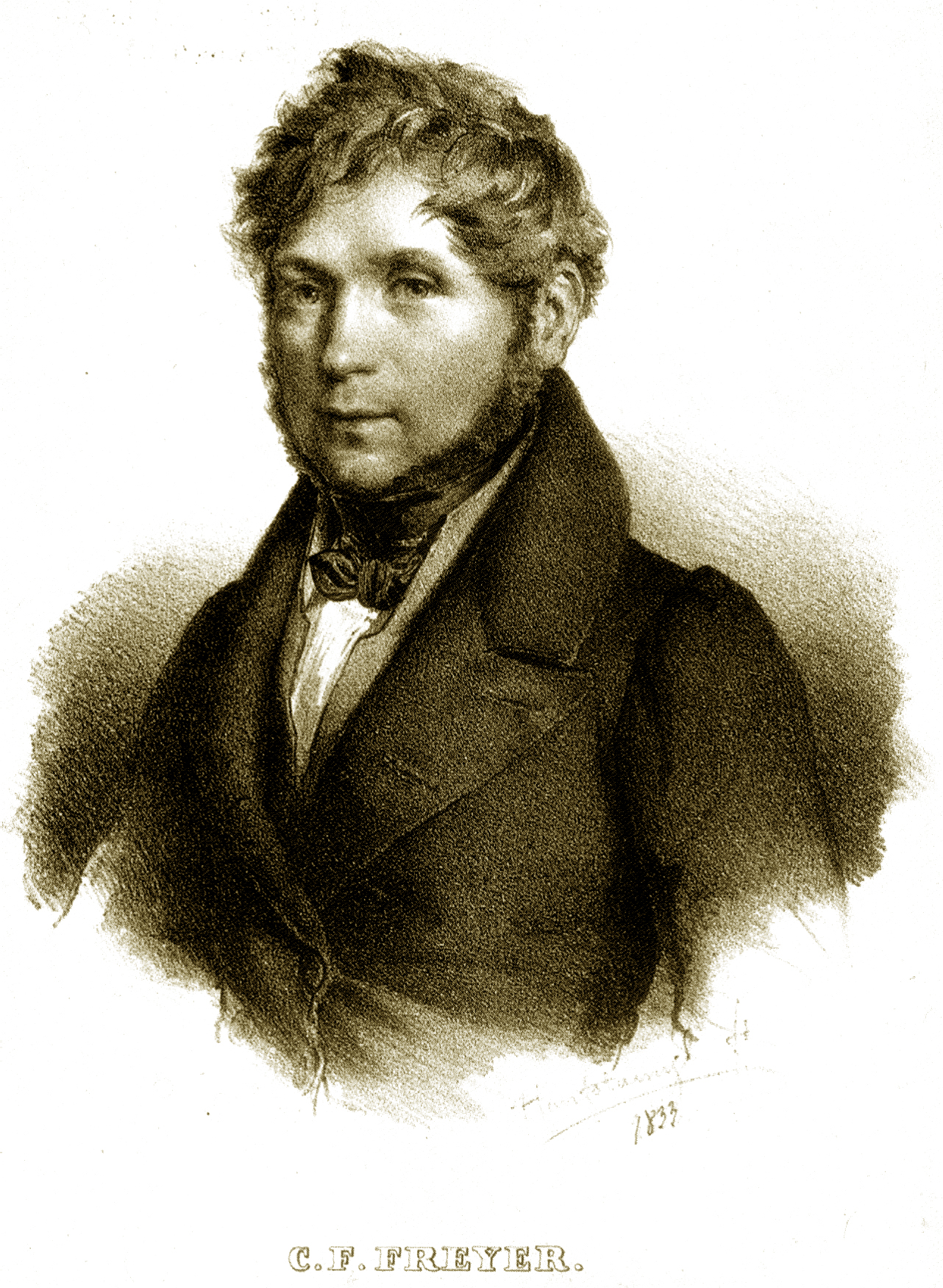
Christian Friedrich Freyer 1833

Tafel III aus „Beiträge zur Geschichte europäischer Schmetterlinge mit Abbildungen nach der Natur“, 1830

Tafel 39 aus „Neuere Beiträge zur Schmetterlingskunde mit Abbildungen nach der Natur“, 1855

Christian Friedrich Freyer (* 25. August 1794 in Wassertrüdingen; † 11. November 1885 in Augsburg)  zählt zu den renommierten Entomologen des 19. Jahrhunderts.

## Leben
Bereits als Kind interessierte sich Ch. F. Freyer für Schmetterlinge. 1820 übersiedelte er von Wassertrüdingen nach Augsburg, wo er eine Stelle als „magistratischer Aktuar“ erhielt. In Augsburg sammelte er, wie ein Zeitgenosse berichtet, mit rastlosem Eifer und unermüdlichem Fleisse in seinen freien Stunden die zahlreichen verschiedensten Arten der bei uns lebenden Schmetterlinge … . Nach acht Jahren Aufenthalt in Augsburg begann Freyer seine lepidopterologischen Publikationen zu verlegen. Als Conservator für  Entomologie betreute Freyer zudem die Entomologische Sammlung des 1846 gegründeten Naturhistorischen Vereins in Augsburg.

## Die Bedeutung Ch. F. Freyers
245 Schmetterlingsarten, 193 Nachtfalter und 52 Tagfalter hat Freyer allein in Neuere Beiträge zur Schmetterlingskunde erstmals beschrieben. Freyer betont bereits im Vorwort, dass er „vor allem seltene und bisher weitgehend unbekannte Arten, vor allem auch solche, von denen bisher kein geeignetes Bildmaterial vorliegt“, beschreiben und abbilden will, möglichst mit allen drei Entwicklungsstadien (Raupe, Puppe und Imago) und mit der jeweiligen Raupenwirtspflanze. Freyers Illustrationen, kolorierte Kupferstiche, unterscheiden sich dabei wesentlich von früheren Abbildungen, gerade auch von denen Jacob Hübners. Freyer hebt die wesentlichen Merkmale der Art hervor, um auch „Anfängern und Dilettanten“ eine Bestimmungshilfe zu liefern. Der Text beschränkt sich weitgehend auf Neues.
Freyers Bedeutung als Feldentomologe wird durch sein Werk Die Falter um Augsburg deutlich. Hier trägt er 1091 Arten zusammen.
Freyer hat zudem ein internationales Netzwerk zwischen bekannten europäischen Entomologen aufgebaut und diese „Celebritäten des In- und Auslandes“ in seine Arbeiten eingebunden. Damit sind seine Publikationen als Vorläufer einer lepidopterologischen Fachzeitschrift zu sehen.
A. Olivier fasst 2000 die Bedeutung Freyers als Entomologen zusammen: „… Freyer war fast ausnahmslos als einer der größten Persönlichkeiten in der Lepidopterologie seiner Zeit anerkannt, und sein Werk wird fast in jeder wichtigen Publikation jener Epoche zitiert, und dies gilt bis zum heutigen Tag.“
Sein Nachlass befindet sich im Senckenberg Museum in Frankfurt.

## Veröffentlichungen (Auswahl)
- 1828–1830: Beiträge zur Geschichte europäischer Schmetterlinge mit Abbildungen nach der Natur.
- 1833–1858: Neuere Beiträge zur Schmetterlingskunde mit Abbildungen nach der Natur.
- 1839: Die schädlichsten Schmetterlinge Deutschlands für Forstmänner, Lehrer, Oekonomen, Gartenbesitzer und Volksschulen.
- Die Falter der Merian. Systematisch bestimmt und erläutert und mit Anmerkungen versehen.
- 1858: Die Falter in der Umgebung des kgl. Lustschlosses Hohenschwangau.
- 1860: Die Falter um Augsburg.